# Banksia lullfitzii
Banksia lullfitzii är en tvåhjärtbladig växtart som beskrevs av Charles Austin Gardner. Banksia lullfitzii ingår i släktet Banksia och familjen Proteaceae. Inga underarter finns listade i Catalogue of Life.